# Останній мисливець
«Останній мисливець» (також відомий як «Видобуток мисливця», англ. Hunter prey) — американський фантастичний фільм режисера Сенді Коллора, знятий за його спільним сценарієм з Ніком Деймоном, Знімався на камеру Red Digital Cinema Camera Company RED One в пустелі Мексики. Вийшов на DVD 27 липня 2010 року.

## Сюжет
У космосі відбувається катастрофа корабля, декільком вижив вдається сісти на пустельну планету. Це військовий загін з представників позаземної цивілізації, які перевозили бранця. На планеті бранець збігає, і загін починає за ним полювання. Під тиском підлеглих командир зізнається, що бранець дуже небезпечний, проте його необхідно захопити живим — його планета була знищена, і він єдиний залишився в живих представник своєї раси.
Поступово із загону залишається один солдат, Центавріанін-7. Він орієнтується на місцевості за допомогою міні-комп'ютера Клиа, який повідомляє йому координати втікача. На планеті дуже жарко, рослинності немає, тільки пісок і скелі. І бранець, і Центавр-7 виснажені. Коли Центавріанін наздоганяє бранця, тому вдається оглушити воїна. Бранець знімає маску — виявляється, що це людина. Потім у сутичці перемагає то один, то інший. Космічний пірат захоплює людину, щоб продати його, проте Центавріанін вбиває пірата.
З розмов Центавріаніна і людини стає ясно, що цивілізація Центавріаніна — цедоняне — знищили землян, тому що ті співпрацювали з бійками, ворогами цедонян. Однак земляни встигли послати до планети цедонян корабель з вибухівкою, який знищить Цедонію. Тому людина і потрібна живою — тільки він знає, де знаходиться корабель. Говорячи, що у нього на планеті залишилися дружина і дитина, Центавріанін просить людину повідомити координати корабля. Той називає координати, які Центавріанін передає начальству. Потім він зізнається, що дружини і дитини у нього немає, на що людина говорить, що він назвав координати корабля-приманки, на якому немає ніякої вибухівки. Насправді люди і не могли послати такий корабель, так як не знали, де знаходиться Цедонія. Однак тепер людина збирається дізнатися це і помститися.
На планету прибуває рятувальний корабель цедонян. Людині вдається вбити прибулий загін і сісти в корабель. Центавріанін цілиться в нього і може вбити, проте не робить цього. Людина відлітає на кораблі. Центавр залишається і на питання Клиа, що він буде робити, каже, що десь поблизу має бути корабель пірата, на якому він вибереться з планети.

## У ролях
| Актор                  | Роль                                    |
| ---------------------- | --------------------------------------- |
| Кларк Бартрем          | Орін Джеріко, він же Западня (землянин) |
| Деміон Пуатьє          | Центуріон-7                             |
| Айзек С. Сінглтон мол. | Коммандер Карзая                        |
| Сенді Коллора          | Слак                                    |
| Ерін Грей              | Клеа (голос)                            |
| Саймон Поттер          | Логан                                   |
| Алек Гілліс            | -                                       |
| Патрік Маджі           | -                                       |
| Мері Дівайн            | -                                       |
| Тобі Дівайн            | -                                       |

## Додаткові факти
- Позаземна раса під назвою драки раніше фігурувала в американському фільмі 1985 року «Ворог мій», також присвяченому протистояння землянина і інопланетянина.
- Фільм наповнений триб'ютами до всесвіту «Зоряних Війн» Джорджа Лукаса. Наприклад, дизайн спорядження цедонян виключно схожий з обладунками мандалоріан, корабель із зброєю відплати виразно співвідноситься з корветом класу «трант» (англ. «Thranta» class corvet), мисливець за головами в якийсь момент видає фразу на одному з вигаданих прислівників Галактики «SW». У світлі цього фільм може вважатися кросовером між «Ворог мій» і «Star Wars».

## Знімальна група
- Режисер — Сенді Коллора
- Сценарист — Сенді Коллора
- Продюсер — Сенді Коллора, Хуліо Каро
- Композитор — Крістофер Хоаг